# Lac du Revest
Retenue de Dardennes, lac de Dardennes
Le lac du Revest résulte du barrage de Dardennes. Il tient son nom de la commune du Revest-les-Eaux située dans le Var en Provence-Alpes-Côte d'Azur.
Il a été créé en 1912 avec la mise en service du barrage. Le lac est alimenté par des sources submergées. Il donne naissance au Las, fleuve côtier se jetant dans la rade de Toulon. Il permet d'alimenter en eau la commune du Revest-les-Eaux ainsi qu'une partie de la commune de Toulon. Il permet aussi lors des épisodes cévenols de réguler le Las,.
La commune de Toulon est propriétaire du barrage.

## Géographie

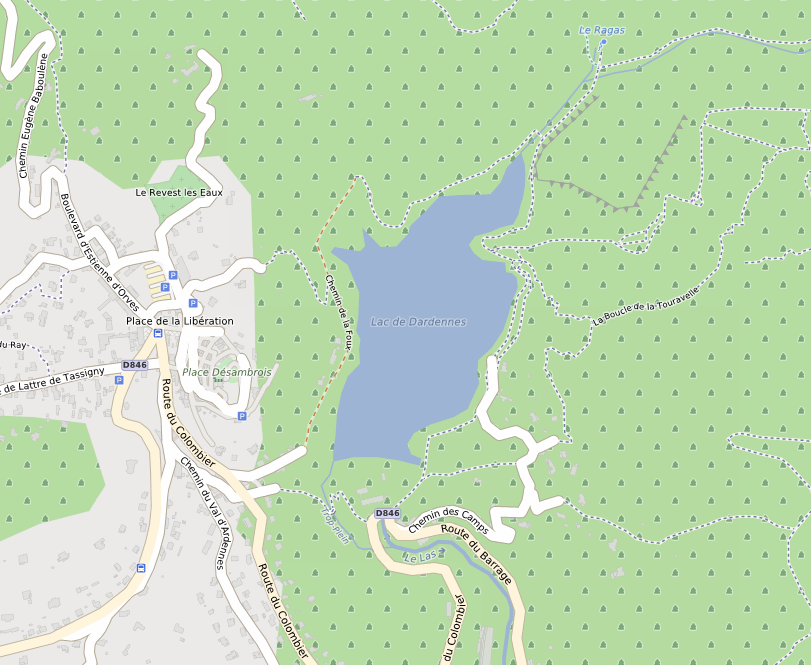
Carte OSM du lac.

### Situation
Le lac est situé sur la commune du Revest-les-Eaux, dans le sud-est du Var. Il est situé au niveau des Monts toulonnais. Le barrage se situe à 300 mètres à l'est du Revest et à 5,5 kilomètres au nord du centre-ville de Toulon.
La route départementale du barrage (D 846) permet de rejoindre le site.

### Géologie
Le lac est entouré par les Monts toulonnais, des massifs calcaires, qui surplombent le lac (exemple : mont Caume). Le sol du sous-bois environnant est constitué d'affleurements rocheux qui sont plus ou moins érodés. Cette géologie, typique de la Provence calcaire, est la cause aux formations karstiques et ses résurgences de sources d'eau.
L'ouvrage a été construit sur trois couches de roches, une couche de marnes nécomiennes au plus bas, une couche de calcaire urgonien ainsi qu'en haut des marnes aptiennes. Il est à noter qu'en regardant la coupe du barrage et de son sous-sol, le barrage a été construit entre une rive droite intacte et une rive gauche composée de nombreux éboulis. Un sol correspondant à celui de la rive droite se trouve plus loin dans les terres.

## Hydrographie
Le lac est alimenté par plusieurs sources submergées sous le lac, qui sont abondantes (la Foux, le Figuier, les Platanes, le Rabas, le Rérabas, les Sources de Dardennes). Le lac est aussi alimenté par le Ragas, une exsurgence vauclusienne,,,.

### Sources

#### Le Ragas
Le Ragas se situe au fond d'une petite vallée encaissée. Il a une forme de gouffre et est composé de trois parties : un gouffre vertical noyé sauf sur la partie la plus haute lors des sécheresses, une cavité plus horizontale, elle aussi noyée, puis au fond une vaste cavité noyée.
Le débit moyen est de 0,5 m3/s, mais il peut descendre jusqu'à 0,1 m3/s. Lors d'une crue, en janvier 1978, le débit a monté jusqu'à 60 m3/seconde.
Plusieurs plongées ont eu lieu dans le Ragas depuis 1973, pour connaitre sa profondeur. Le fond est atteint en 2021, à −158 mètres depuis l'entrée du gouffre,.

##### Tunnel du Ragas
En 1855, un particulier achète le lieu présumé de la réserve d'eau du Ragas, et crée la Société d'Exploitation du Ragas en vue d'exploiter la ressource. Il fait creuser un tunnel de 900 mètres de long dans la roche, qui atteint la réserve d'eau en 1865. Le tunnel permettra de faire écouler l'eau du Ragas jusqu'à la route ainsi que jusqu'au cours naturel du Las.
Lors du captage des eaux grâce à ce tunnel, en 1887, la source de Rodeilhac, qui résurge dans le Las, disparaît.
Une fenêtre de ce tunnel est submergée depuis la mise en eau du lac.

## Environnement

### Faune

#### Poissons

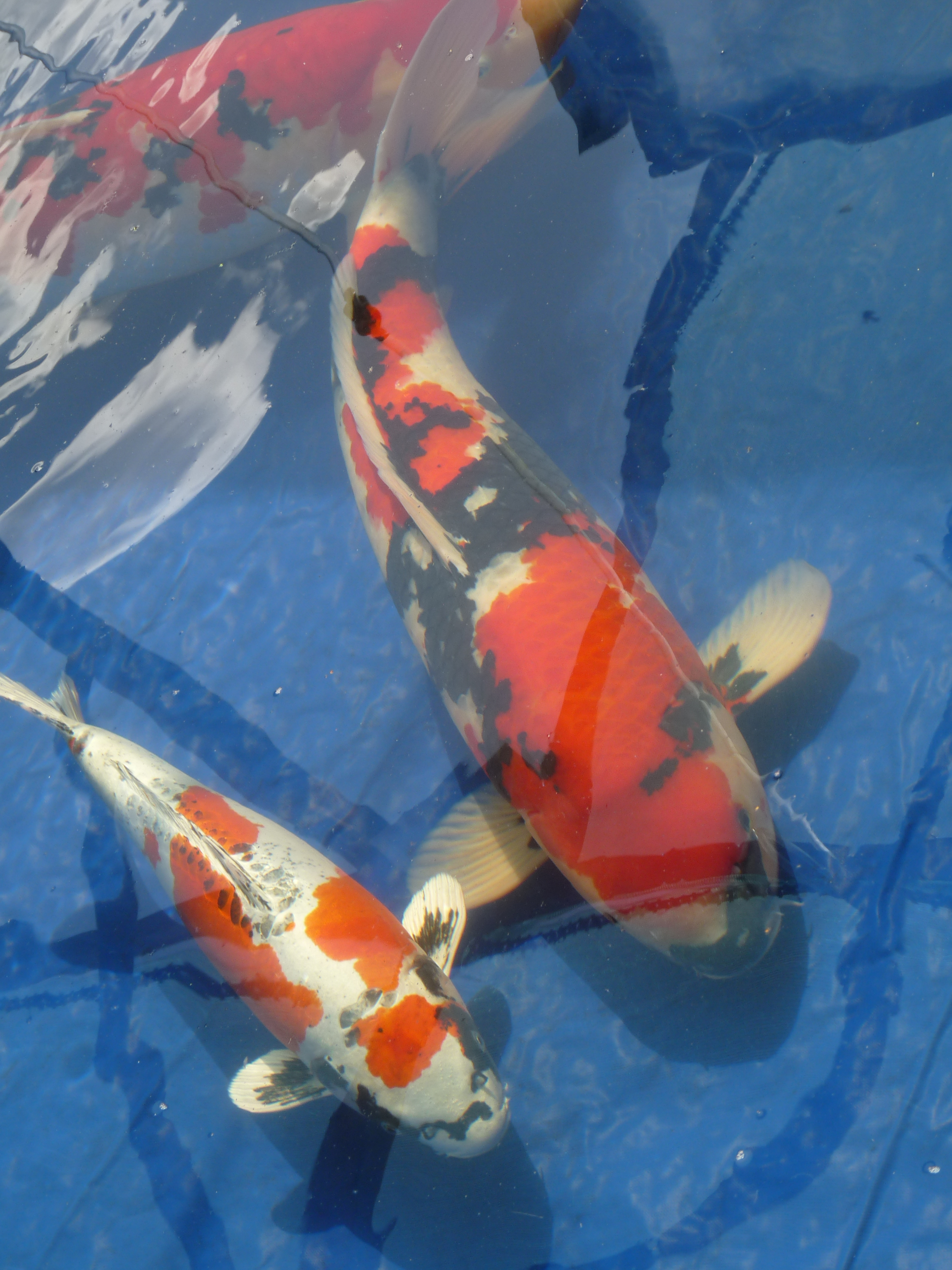
Carpes Koï dans un bassin, espèce pouvant être trouvée dans le lac

Le lac abrite plusieurs espèces de poissons : perche commune, truite arc-en-ciel, carpe, ablette, brochet, rotengle, gardon, chevesne ainsi que des blageons et des barbeaux méridionaux.
Il est aussi possible d'apercevoir des carpes koï, qui peuvent être aussi bien au niveau du rivage ou au fond du lac, pour s'y nourrir de plantes. La pêche est autorisée et réglementée « no-kill » pour certaines espèces, par l'association agréée de pêche Le Gardon.

#### Oiseaux
Autour du site, vers le site classé "Falaises du Mont Caume"  ont été recensées une dizaine d'espèces d'oiseaux peuplant la zone, dont des aigles de Bonelli, des faucons crécerelle, des hiboux grand-duc, des merles-de-roche ou bien des hirondelles rousselines.
25 espèces d'oiseaux peuvent y être observés autour du lac.

#### Insectes
Plusieurs insectes peuvent être repérés aux alentours du barrage, tel que Euplagia quadripunctaria (écaille chinée), Damier de la succise, Cerambyx cerdo (Grand Capricorne) ainsi que des Lucanus cervus (Lucane Cerf-Volant),.

#### Mammifères
Les mammifères sont aussi nombreux dans la zone, il est possible d'y trouver des espèces telles que des chauves-souris : Rhinolophus hipposideros, Rhinolophus ferrumequinum, Rhinolophus euryale, Petit murin, Barbastelle d'Europe, Minioptère de Schreibers, Murin de Capaccini, Murin à oreilles échancrées, Murin de Bechstein et des Grand Murin. Les chiroptères sont très présents dans le sous-bois entourant le lac,.

#### Amphibiens
Il est possible d'observer dans le lac un amphibien ; des crapauds communs, ils viennent s'y reproduire. Des grenouilles rieuses peuvent y être aperçues.

#### Reptiles
Une torture d'Hermann juvénile a été repérée, cependant il est suggéré que ce soit un individu captif qui s'est enfui.
Des tarentes de Maurétanie, des lézards des murailles ainsi que des lézards verts occidentaux peuvent être observés au niveau du mur du barrage ainsi que dans le sous-bois environnant, mais avec moins de densité d'individus qu'au niveau du barrage,.

### Flore
Les rives du barrage, abritent, tout comme les berges du Las, des arbres tels que des pins d'Alep, des chênes pédonculés, de la yeuse et d'autres arbustes méditerranéens dans le sous-bois entourant le lac. La pinède est très présente dans le sous-bois.
La végétation aquatique du fond du lac est riche de 94 espèces,.

### Aire Natura 2000
Le site fait partie d'une aire Natura 2000, qui englobe l'entièreté de la retenue. Les gorges calcaires et les zones karstiques forment un habitat qui est notamment important pour certaines espèces de chiroptères. Le site présente de plus un intérêt écologique et biologique, avec la forêt domaniale de Morières-Montrieux qui est bien conservée.
Le site présente cependant des vulnérabilités, parmi elles les feux de forêt, notamment en été lors des canicules ainsi que de la pression des touristes, qui peuvent déranger les espèces présentes sur le site. Une carrière et des zones urbanisées se situent en périphérie du site.

### Znieff II Mont Caume
Cette Znieff englobe le lac du Revest ainsi que le mont Caume et d'autres espaces environnants. Il a été recensé des espèces dites "déterminantes"; 1 insecte; 2 mammifères; 3 oiseaux; 1 reptile et 20 plantes.

### Znieff II Mont Combe - Coudon - Les Baus Rouges - Vallauris
Cette Znieff est éloignée de 100 mètres minimum du lac du Revest. Il a été recensé dans cette Znieff environnante du lac des espèces déterminantes; 2 mammifères; 2 oiseaux; 2 reptiles ainsi que 23 plantes.

## Barrage de Dardennes

### Histoire
Le barrage est déclaré d'utilité publique en 1909, et l'autorisation est donnée par arrêté préfectoral le 19 juillet 1909. La construction est confiée à la Compagnie Générale des Eaux par la commune de Toulon. La construction commence le 12 avril 1910, et finit 1912. La mise en eau commence alors dès avril 1912. La mise en eau atteint le niveau normal, après des travaux postérieurs sur l'étanchéité du barrage.
Le barrage permet alors, et le permet toujours, de pouvoir retenir l'eau pour alimenter les Toulonnais en eau, dont celle du Ragas qui est toujours abondante même en été quand la sécheresse est omniprésente dans la région toulonnaise.
En même temps, le hameau des Olivières sera évacué afin de ne pas polluer les eaux de la retenue. Pour être sûr que les eaux ne soient pas polluées lors de leur consommation, Toulon adopta le procédé Rouquette pour l'épuration de ses eaux.
Le barrage ne subira pas de dégâts durant les deux guerres mondiales, mais les Toulonnais manqueront d'eau pendant la Seconde Guerre mondiale, à partir de novembre 1943, à cause des bombardements, qui endommageront gravement et détruiront les infrastructures de transport d'eau.
En 1964, des travaux seront réalisés, principalement sur l'évacuateur d'eaux en cas du niveau de l'eau trop élevé. Une vidange complète du barrage aura alors lieu, et des fuites seront alors repérées. Elles seront bouchées avant la mise en eau, par la même occasion; des forages seront effectués (70) dans le barrage et ses fondations, afin de mesurer la pression des fluides dans le barrage avec des piézomètres.
En 1973 sera construite l'usine d'alimentation en eau potable au pied du barrage (dit "Usine AEP") afin de traiter les eaux de la retenue avant la consommation en eau.
Le 31 juillet 2019, soit un peu plus d'un siècle après l'autorisation de construction du barrage, la Ville de Toulon régularise le barrage, via un arrêté préfectoral, qui n'avait aucune existence officielle, et qui donc n'avait pas à respecter les normes environnementales. Le barrage doit désormais, par tout temps, garantir un débit, qui est pour le Las, à 45 litres par seconde.
Il est étudié des travaux sur le barrage, en rapport avec le déversoir trop petit, en cas de crues, ainsi que sur des travaux de confortement du barrage.
Un arrêté du 5 juillet 2011 de la préfecture impose de faire ces travaux avant la fin 2015.
Le préfet met en demeure TPM (qui gère désormais le barrage) afin que les travaux commencent avant le 30 septembre 2019. TPM déclarera qu'il est impossible de les commencer, dû au fait que l'enquête publique va commencer, et que de plus, la métropole attend une autorisation environnementale.
Le préfet accorde un nouveau délai à TPM, les travaux devront commencer au plus tard le 30 septembre 2020 et devront finir le 31 juillet 2022. Les travaux sont chiffrés, par le dossier d'enquête publique, à hauteur de 8,5 millions d'euros.
Il est aussi prévu dans ces travaux de refaire la micro-centrale hydroélectrique qui alimente l'usine qui rend potable l'eau, afin que le barrage puisse produire plus d'électricité.

### Risque de rupture
Le risque de rupture est extrêmement faible. Une des causes pouvant entraîner une potentielle rupture serait la dégradation du barrage (séisme ou glissement de terrain). La commune de Toulon assure le contrôle en permanence de l'ouvrage.
Si une rupture du barrage survenait, qu'elle soit partielle ou totale, l'onde de submersion pourrait atteindre en moins de 20 minutes le quartier du Jonquet (à Toulon -ouest).
Un plan d'évacuation a été anticipé dès le projet de création du barrage et de sa retenue future, avec des sirènes mais aussi des réglementations d'aménagement dans les zones les plus exposées au risque de rupture.

## Pollution des eaux
La décharge du vallon des Olivières se situe à quelques centaines de mètres en aval du barrage et de sa retenue. Le sol, étant formé de calcaire, est propice aux infiltrations d'eau. Dans Le Las, une rivière dans la ville, publié en 2008 par A. J. Tardy, Philippe Maurel, Paul Courbon et Thierry Lamarque, défenseurs de la nature, les auteurs déclarent :
« Les risques de contamination du barrage de Dardennes, par transfert des eaux de surface depuis les points d’infiltration de la déchetterie sont grands. Les eaux de pluies ruissellent sur cette zone et s’infiltrent dans le karst, aucun réseau de collecte n’a été aménagé ni raccordé à des bassins de confinement. On distingue au pied du talus des coulées de boue issues de la décharge qui rejoignent le karst situé à côté. Cela permet de supposer un important lessivage du sol. Un traçage est nécessaire au vu de la quantité des déchets non inertes qui y sont stockés. Nous ne relayerons pas les rumeurs sur ce qu’auraient vu certaines personnes en termes de rejets très sensibles. Ne serait-il pas opportun que la collectivité  diligente des études par carottage en profondeur, afin d’étudier avec précision la nature des dépôts ? Il  faut rappeler que nous sommes très  proches du captage et de la Retenue de Dardennes. Sur ces terrains karstiques, l’infiltration est maximale. »,

## Litige sur l'eau de la retenue
Vers le milieu du XIXe siècle, les Revestois vendirent l'eau des sources de Dardennes afin de pouvoir construire la mairie du village ainsi qu'une école. Toulon acheta pour 50 000 francs germinal ces sources. Toulon peut donc s'assurer avec ces sources son besoin en eau.
Cependant, dans les années et décennies suivantes, les élus locaux du Revest-les-Eaux essayèrent de récupérer leur eau. Les élus perdirent leurs procès. Jusqu'à la Seconde Guerre mondiale, le Revest n'étant qu'un petit village, il pouvait assurer ses besoins en eaux avec les sources d'eau au pied du mont Caume. Vint ensuite une augmentation de la population de la commune, obligeant au Revest à acheter l'eau qui était puisée sur son territoire. L'eau du Revest est donc la plus chère de la métropole de Toulon.
L'histoire prendra cependant fin en 2022, avec la négociation d'une nouvelle délégation de service public pour les communes de Toulon, La Valette-du-Var, Le Revest-les-Eaux ainsi que Le Pradet. L'eau aura alors le même prix dans ces quatre communes,.